# Очеретянка маньчжурська
Очеретя́нка маньчжурська (Acrocephalus tangorum) — вид горобцеподібних птахів родини очеретянкових (Acrocephalidae). Гніздяться в Росії і Китаї, зимує в Південно-Східній Азії.

## Опис
Довжина птаха становить 13-15 см, вага 7-9 г. Верхня частина тіла рудувато-охриста, нижня частина тіла біла, боки і гузка коричнюваті-охристі. Над очима широкі світлі "брови", через очі ідуть темні смуги. Очі темно-карі, дзьоб зверху темний, знизу світлий, лапи жовтуваті або рожевуваті.

## Поширення і екологія
Маньчжурські очеретянки гніздяться в Манчжурії на північному сході Китаю та в Приамур'ї на Далекому Сході Росії, зокрема в Ханкайському заповіднику. Взимку вони мігрують на південь, до Камбоджі (зокрема, на озеро Тонлесап), до Таїланду, Лаосу, В'єтнаму, М'янми і Малайзії. Маньчжурські очеретянки живуть в очеретяних заростях на берегах річок і озер, на болотах та на вологих луках, зокрема на заплавних. Живляться комахами.

## Збереження
МСОП класифікує цей вид як вразливий. За оцінками дослідників, популяція маньчжурських очеретянок становить від 3500 до 15000 птахів. Їм загрожує знищення природнного середовища.